# Son by Four
Son by Four (ou ainda Son by 4) é um grupo de pop latino porto-riquenho formado por Omar Alfanno. Eles são mais conhecidos pelo hit single "A Puro Dolor", que alcançou a primeira posição da Billboard Latin Songs e Latin Pop Songs em 2000.

## Álbuns de estúdio
- 1998: Prepárense
- 1999: Son by Four
- 2000: Purest of Pain
- 2003: Renace
- 2007: Aquí está el cordero
- 2009: Abbanuestro
- 2011: Católico soy
- 2015: Mujer frente a la cruz